# Selago ferruginea
Selago ferruginea är en flenörtsväxtart som beskrevs av Robert Allen Rolfe. Selago ferruginea ingår i släktet Selago och familjen flenörtsväxter. Inga underarter finns listade i Catalogue of Life.